# Thecocarcelia pauciseta
Thecocarcelia pauciseta är en tvåvingeart som beskrevs av Louis-Paul Mesnil 1977. Thecocarcelia pauciseta ingår i släktet Thecocarcelia och familjen parasitflugor.
Artens utbredningsområde är Madagaskar. Inga underarter finns listade i Catalogue of Life.